# Condado de Sheridan (Kansas)
O Condado de Sheridan é um dos 105 condados do estado americano de Kansas. A sede do condado é Hoxie, e sua maior cidade é Hoxie. O condado possui uma área de 2 322 km² (dos quais 1 km² estão cobertos por água), uma população de 2 813 habitantes, e uma densidade populacional de 1 hab/km² (segundo o censo nacional de 2000). O condado foi fundado em 1880.